# Zeugophora flavonotata
Zeugophora flavonotata is een keversoort uit de familie halstandhaantjes (Megalopodidae). De wetenschappelijke naam van de soort werd in 1935 gepubliceerd door Chujo.